# Adam Ounas
Adam Ounas (Chambray-lès-Tours, 11 de novembro de 1996) é um futebolista profissional franco-argelino que atua como meia-atacante. Atualmente joga no Al-Sadd.

## Carreira
Adam Ounas começou a carreira no Bordeaux.

## Títulos

### Prêmios individuais
- 48º melhor jogador sub-21 de 2016 (FourFourTwo)[3]